# Merijntje Gijzen
Merijntje Gijzen is de hoofdfiguur uit een serie streekromans van de Brabantse schrijver A.M. de Jong. De Jong verwerkte veel eigen jeugdherinneringen in het verhaal rond Merijntje Gijzen. In totaal bestaat de serie uit acht delen, waarvan de eerste vier Merijntje Gijzens jeugd vormen, en de laatste vier Merijntje Gijzens jonge jaren. Als verzamelband werd het geheel later uitgegeven onder de titel Merijntje Gijzens jeugd en jonge jaren. De Jong schreef veel van de dialogen in Brabants dialect.
De boeken geven een authentiek beeld van het Brabantse boerenarbeidersmilieu van het begin van de twintigste eeuw, de armoede, het harde werken en het onaantastbare gezag van de boeren.

## Merijntje Gijzens jeugd

### Het verraad
In het eerste boek Het verraad (1925) wordt Merijntje geïntroduceerd als een naïef rooms-katholiek jochie, dat onvoorwaardelijk vertrouwen heeft in de autoriteiten in zijn leven zoals zijn ouders, zijn grootmoeder, meneer pastoor en zijn oudere broer Arjaan. Daarnaast is hij echter trouw en solidair aan zijn vriend Goort Perdams (De Kruik), die als stroper en landloper niet geliefd is onder de brave arbeidersbevolking. Merijntje en Perdams sluiten een bizarre vriendschap, die abrupt eindigt als De Kruik zijn geliefde Jannekee en haar vriend vermoordt, en Merijntje in zijn onnozelheid de autoriteiten op het spoor van de stroper zet. De Jong gebruikte in dit verhaal naast zijn eigen herinneringen een waargebeurde moord in een nabijgelegen dorp.

### Flierefluiters oponthoud
Een jaar later kwam het tweede deel uit, Flierefluiters oponthoud. Merijntje heeft zijn leven na de arrestatie van De Kruik weer zo goed en kwaad als het gaat opgepakt, en vindt veel steun bij de dorpspastoor. Als de koster van het dorp uit het offerblok steelt wordt deze smadelijk uit het dorp verjaagd. Een tijdelijke vervanger wordt door meneer pastoor gevonden in zijn vriend Flierefluiter, een bohemien en landloper die een innige vriendschap met de oude pastoor onderhoudt. Merijntje en Flierefluiter raken bevriend en de landloper probeert Merijntjes inzichten te relativeren, zowel op het gebied van geloof, als ook met betrekking tot het verraad van zijn vriend De Kruik. Als de oude pastoor komt te overlijden acht Flierefluiter zijn verplichting om koster te spelen als beëindigd, en trekt hij opnieuw de wijde wereld in. Voor Merijntje is dat opnieuw het verlies van een belangrijke vriend.

### Onnozele kinderen
In 1927 publiceerde De Jong het derde deel: Onnozele kinderen. Merijntje neemt de geestelijk gehandicapte Fons onder zijn hoede, een volwassen man met het intellect en het sociale leven van een kind. Fons is een beer van een vent, maar laat zich door de kinderen uit het dorp op de kop zitten, en beschouwt alles en iedereen als groter en sterker dan hijzelf. Hij krijgt ontzag voor Merijntje die zich opwerpt als zijn beschermer tegen de plaaggeesten uit het dorp. Fons en Merijntje verschillen qua belangstelling maar in één onderwerp, "de meiden", waar Fons verlekkerd in is geïnteresseerd maar Merijntje niets van moet hebben. Ook deze vriendschap eindigt in een drama, als Fons een meisje uit het dorp op ruwe wijze mishandelt en verkracht.

### In de draaikolk
In het vierde deel, In de draaikolk, zoekt de familie Gijzen het geluk in de grote stad: Rotterdam. Vader Gijzen kan daar als fabrieksarbeider aan de slag en de familie bereikt in eerste instantie enige welvaart. Merijntje sluit een voorzichtige vriendschap met de buurman, die als havenarbeider werkt. Als vader Gijzen werkloos raakt is het gedaan met de relatieve rijkdom, en vervalt de familie tot diepe armoede.

## Merijntje Gijzens jonge jaren

### De grote zomer
Pas zeven jaar later, in 1935, zou De Jong het eerste deel publiceren van Merijntje Gijzens jonge jaren: De grote zomer. Merijntje is inmiddels een jong-volwassene en werkloos. Hij is een echt stadskind geworden en thuis in de havens van Rotterdam waar hij af en toe als dagloner wat kan verdienen. Als hij dan Flierefluiter weer tegen het lijf loopt, die een water-en-vuurhandel drijft met zijn vrouw Bets, wordt de oude vriendschap in ere hersteld. Merijntje kan bij Flierefluiter aan het werk, maar als Bets hem probeert te verleiden besluiten Flierefluiter en Merijntje tezamen Brabant in te trekken.

### De goede dood
Merijntje en zijn vriend Flierefluiter trekken door het Brabantse land, waar de jongen de kunst van het landlopen leert. Flierefluiter is geen type voor het boerenwerk, maar als wonderdokter en muzikant weet hij aan de kost te komen. Merijntje heeft meer affiniteit met het werken op het land, en verhuurt zich af en toe als dagloner. Hij leert de liefde kennen als hij over de schok heen is van Bets' toenaderingen. Met het overlijden van Flierefluiter komt Merijntje voor de keuze: terug naar Rotterdam, of het vrijbuitersleven voortzetten in Brabant.

## Verfilmingen

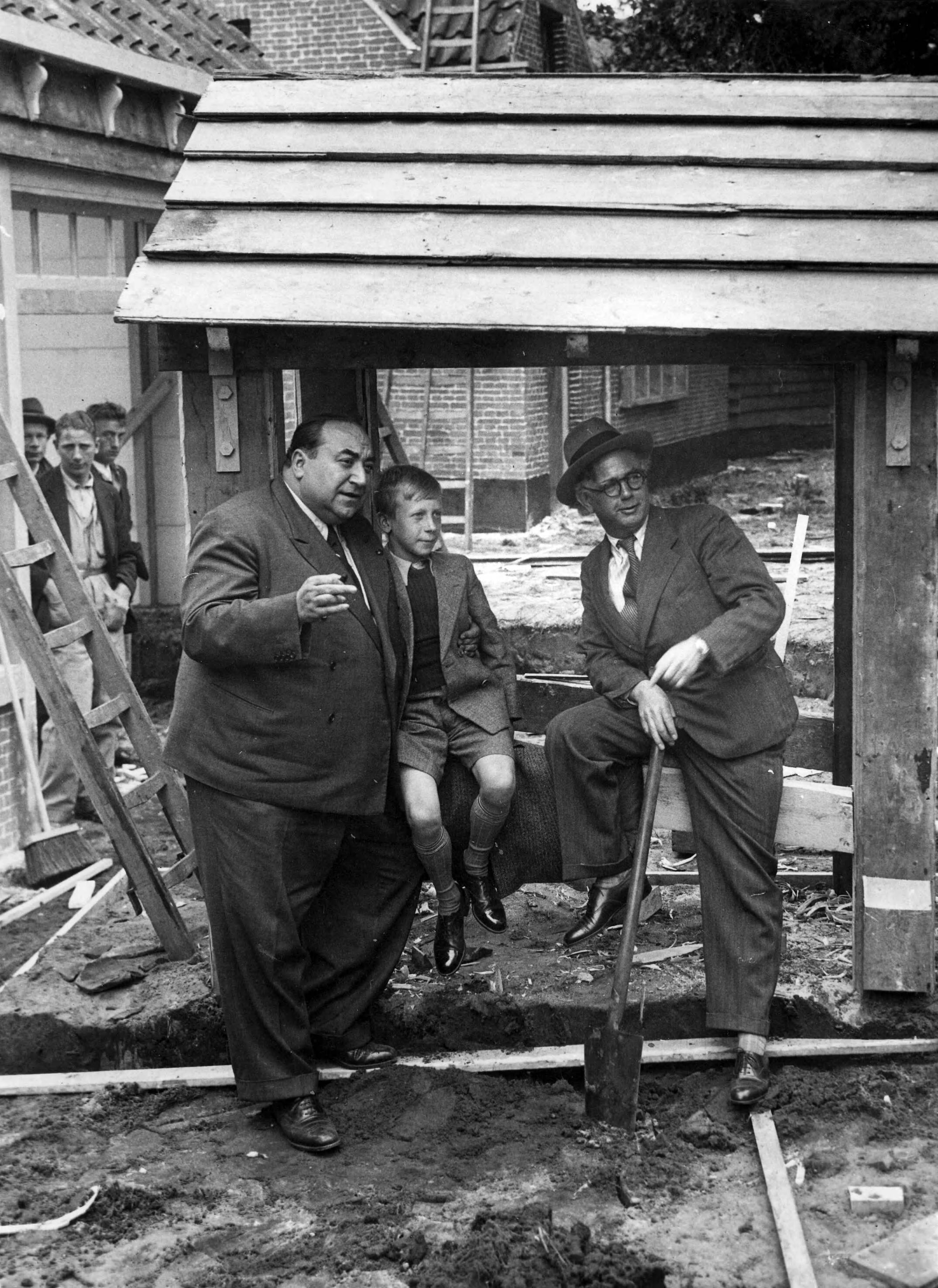
Kurt Gerron, Marcel Krols als Merijntje Gijzen en A.M. de Jong (1936)

### Speelfilm 1936
De Merijntje-romans van A.M. de Jong werden tweemaal verfilmd, voor het eerst in 1936 onder de titel Merijntje Gijzen's Jeugd, geregisseerd door Kurt Gerron. De Jong was toen zelf verantwoordelijk voor het scenario en speelde er de rol van pastoor in.
Andere rollen werden gespeeld door Marcel Krols (Merijntje), Piet Bron (Goort Perdams, De Kruik), Mimi Boesnach (Janekee), Frida Gonissen (Nelleke, Blozekriekske), Bill Benders (Grensjager), Aaf Bouber (Janske), Harry Boda (Flierefluiter), Joekie Broedelet (moeder Gijzen), Matthieu van Eysden (vader Gijzen), Kees Brusse (filmdebuut als Arjaan Gijzen), Frits van Dijk (Walter, de schrijver), Jeanne Verstraete (mevrouw Walter) en Pierre Balledux (veldwachter).

### Televisieserie 1973
In 1973 werd onder de titel Merijntje Gijzens jeugd een televisieserie gemaakt op basis van de boeken. De serie werd geregisseerd door Kees van Iersel, die tevens (mede) het scenario schreef.
In deze serie speelden onder anderen de volgende Nederlandse en Belgische acteurs: Jan Ligthart (Merijntje Gijzen), Gaston Vandermeulen (de oude pastoor), Cyriel Van Gent (Baas Verdaasdonk), Marlies van Alcmaer (Janneke Timmers), Leo Beyers (De Kruik), Piet Römer (Flierefluiter), Arnold Willems (Toon Oetelmans), Roger Bolders (pastoor Van Gils), Paul Brandenburg (Simpele Fons), Rik Van Uffelen (Toon Swagemakers), Elsje de Wijn (Marie van Tol), Leo Dewals (Toontje Veraart), Kitty Janssen (moeder Gijzen), Charles Janssens (Nol Damme), John Leddy (Janus Dogge), Gerda Marchand (Sjaan Testers), Ann Petersen (Ant Veraart), André van den Heuvel (vader Gijzen), Jan Teulings (officier van justitie) en Nel Snel (Knelia Nuiten).